# Untogether
Untogether es una película dramática estadounidense del año 2019,  protagonizada por Jamie Dornan, Ben Mendelsohn, Lola Kirke y Jemima Kirke.
Se estrenó en el Festival de Cine de Tribeca en 2018. Fue estrenada el 8 de febrero de 2019 por la compañía Freestyle Releasing Media.

## Reparto
- Jemima Kirke como Andrea Moore
- Lola Kirke como Tara Moore
- Jamie Dornan como Nick
- Ben Mendelsohn como Martin
- Billy Crystal como David
- Alice Eve como Irene
- Jennifer Grey como Josie
- Scott Caan como Ellis
- John Paul Robertson como Elizabeth Wayne